# الجمعية الأمريكية للمصورين السينمائيين
الجمعية الأمريكية للمصورين السينمائيين (ASC) هي منظمة ثقافية وتعليمية ومهنية تأسست في هوليوود في 1919، تهدف الجمعية للنهوض بالعلم والفن في السينما وجمع مجموعة واسعة من المصورين السينمائيين لمناقشة التقنيات والأفكار والدعوة للصور المتحركة كنوع من أشكال الفن.

## الأعضاء المؤسسون
- فيل روزين
- هومر سكوت
- ويليام فوستر
- إل. د. كلاوسون
- Eugene Gaudio
- والتر إل. غريفين
- Roy H. Klaffki
- تشارلز روشر
- فيكتور ميلنر
- جوزيف أوقست
- Arthur Edeson
- Fred LeRoy Granville
- J. D. Jennings
- Robert S. Newhard
- L. Guy Willy

## روابط خارجية
- الجمعية الأمريكية للمصورين السينمائيين على موقع IMDb (الإنجليزية)
- الموقع الرسمي
- مجموعة الجمعية الأمريكية للسينمائيين (مكتبة مارغريت هيريك، أكاديمية الفنون والعلوم السينمائية)